# 伊顿公学礼拜堂

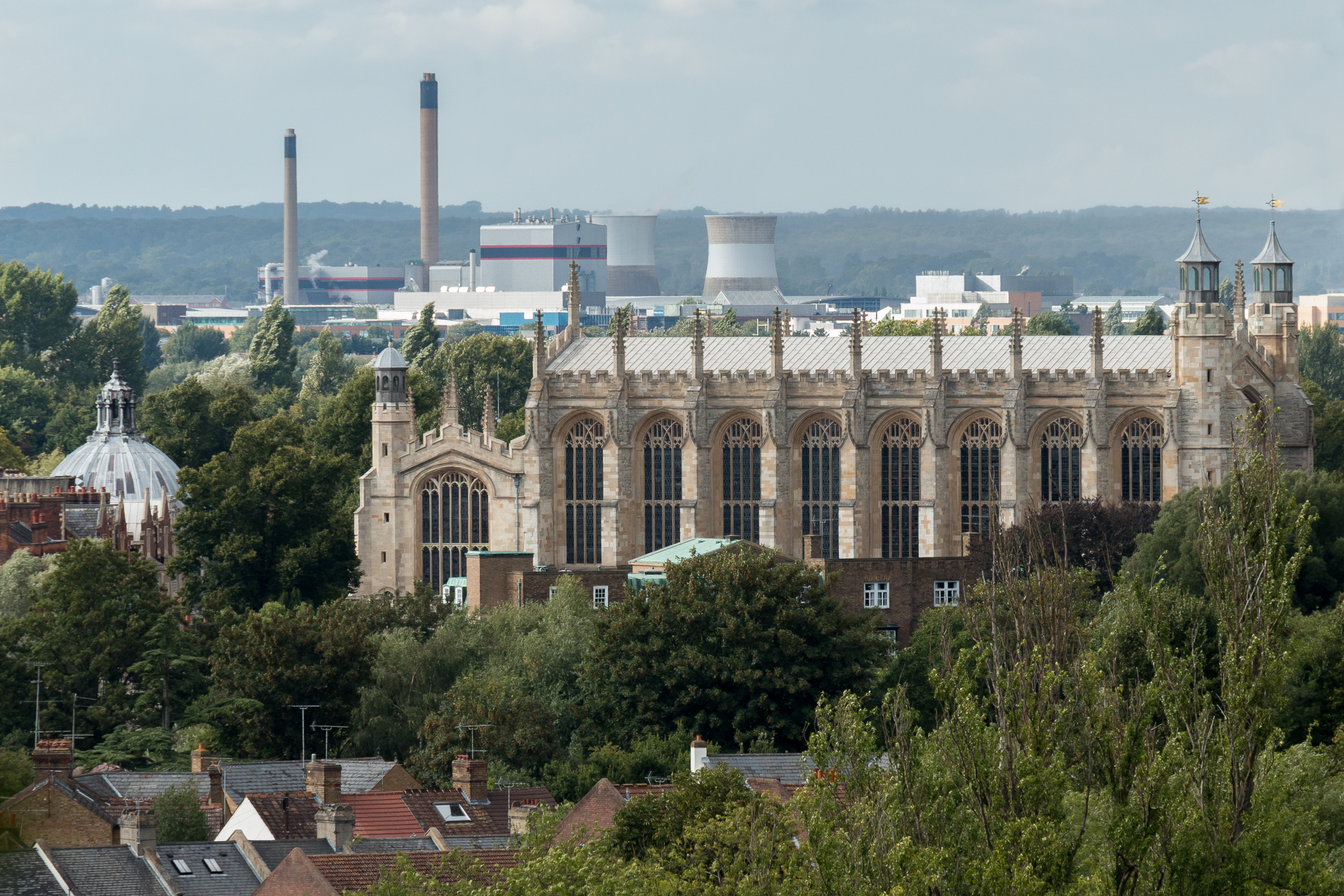
伊顿公学礼拜堂

伊顿公学礼拜堂（Eton College Chapel）是英国伊顿公学的礼拜堂，哥特式垂直风格建筑。
该堂的长度本应超过目前的一倍，但是由于玫瑰战争而未能完成。

## 礼拜
今天，教堂礼拜仍然是公学生活的重要组成部分：男生们除了参加星期天的礼拜，每周还有三到四天的礼拜，有众多的可选仪式，从泰泽團體到罗马天主教弥撒。

## 壁画
礼拜堂的壁画为佛兰芒风格，被认为是公学最显著的艺术品。至少有四位绘画大师花了8年（1479年至1487年）完成了这些作品。北侧的画作描绘圣母玛利亚，而南侧的壁画描绘中世纪一位神秘的女皇。1560年，这些画作被新教教会粉刷。此后被遗忘了300年，在1847年重新发现。直到1923年，才得到修复。